# NTL Radomsko
 (avril 2019).
NTL Radomsko (Niezależna Telewizja Lokalna Radomsko) est une chaîne polonaise locale du groupe TVN. La chaîne a été lancée le 1994.[réf. nécessaire]